# 8187 Akiramisawa
A 8187 Akiramisawa (ideiglenes jelöléssel 1992 XL) a Naprendszer kisbolygóövében található aszteroida. S. Otomo fedezte fel 1992. december 15-én.